# John A. Keel
John Alva Keel (Hornell (New York), 25 maart 1930 - New York,  3 juli 2009) was een Amerikaans journalist en auteur van boeken die handelen over occultisme en het paranormale en de rol die ufo's daarbij spelen.
Keel was onder andere auteur van het boek The Mothman Prophecies, waarin hij de vreemde gebeurtenissen beschrijft die zich in de jaren 1966-67 afspeelden rond het plaatsje Point Pleasant  in de staat West Virginia. Onder de gelijknamige titel is ook een film gemaakt met Richard Gere in de hoofdrol.
Volgens Keel behoren ufo's en verschijningen van buitenaardse wezens bij onze planeet, en zijn ze een instrument van wat hij de 'ultra-aardsen' noemt: wezens die zich buiten het waarneembare spectrum bevinden en reeds op aarde leefden voordat de mens verscheen. Middels hun singuliere gaven zouden zij erop uit zijn de mensheid schrik aan te jagen en tegen elkaar op te zetten met als uiteindelijk doel hen van de aardbodem te doen verdwijnen. Er zijn sterke connotaties met demonologie.

## Boeken
- Jadoo (1957)
- UFOs: Operation Trojan Horse (1970)
- Strange Creatures From Time and Space (1970)
- Our Haunted Planet (1971)
- The Flying Saucer Subculture (1973)
- The Mothman Prophecies, door John Keel, Saturday Review Press, 1975 en Tor Books, (paperback) 2002 ISBN 0765341972
- The Eighth Tower (1975)
- Disneyland of the Gods (1988)
- The Complete Guide to Mysterious Beings (1994) - Herziening van 'Strange Creatures from Time and Space'

- Bibliothèque nationale de France: cb144218488 (data)
- CiNii: DA01363214
- Gemeinsame Normdatei: 123726107
- International Standard Name Identifier: 0000 0000 8173 9819
- Library of Congress Control Number: n50046417
- Bibliotheek van het Japanse parlement: 00445351
- Nederlandse Thesaurus van Auteursnamen: 071964711
- Réseau des bibliothèques de Suisse occidentale: 02-A009695544
- SNAC: w6rs667g
- Système universitaire de documentation: 156754398
- Virtual International Authority File: 108943680
- WorldCat: E39PBJgMxr3R7jyKjRtt7yCqQq